# Yanbian Fude Zuqiu Julebu
Lo Yanbian Fude Zuqiu Julebu (延边富德足球俱乐部S, Yánbiān Fúdé Zúqiú JùlèbùP), a volte tradotto come Yanbian Funde Football Club, è una società calcistica cinese con sede a Yanji. La squadra gioca le sue partite allo Yanji Nationwide Fitness Centre Stadium.
Fu fondata nel 1955 con il nome di Jilin Football Club.

## Denominazione
- Dal 1955 al 1956: Jilin Sheng Zuqiu Dui (吉林省足球队S; Jilin Province Football Team)
- Dal 1957 al 1958: Changchun Dui (长春队S; Changchun Team)
- Dal 1959 al 1993: Jilin Sheng Zuqiu Dui (吉林省足球队S; Jilin Province Football Team)
- Nel 1993: Jilin Sanxing Dui (吉林三星队S; Jilin Samsung Team)
- Nel 1994: Yanbian Zuqiu Julebu Jilin Sanxing Dui (延边足球俱乐部吉林三星队S; Yanbian Football Club Jilin Samsung Team)
- Dal 1995 al 1996: Yanbian Xiandai Qiche Zuqiu Julebu (延边现代汽车足球俱乐部S; Yanbian Hyundai Football Club)
- Dal 1997 al 1998: Yanbian Aodong Zuqiu Julebu (延边敖东足球俱乐部S; Yanbian Aodong Football Club)
- Nel 1999: Jilin Aodong Zuqiu Julebu (吉林敖东足球俱乐部S; Jilin Aodong Football Club)
- Dal 2000 al 2003: Yanbian Zuqiu Julebu (延边足球俱乐部S; Yanbian Football Club)
- Nel 2004: Yanbian Shiji Jituan Dui (延边世纪集团队S; Yanbian Century Football Club)
- Dal 2005 al 2010: Yanbian Zuqiu Julebu (延边足球俱乐部S; Yanbian Football Club)
- Dal 2011 al 2013: Yanbian Changbai Hu Zuqiu Julebu (延边长白虎足球俱乐部S; Yanbian Baekdu Tiger Football Club)
- Dal 2014 al 2015: Yanbian Changbaishan Zuqiu Julebu (延边长白山足球俱乐部S; Yanbian Changbaishan Football Club)
- Dal 2016: Yanbian Fude Zuqiu Julebu (延边富德足球俱乐部S; Yanbian Funde Football Club)

## Rosa 2016
Aggiornata al 28 maggio 2016 
| N. |                          | Ruolo | Calciatore        |
| -- | ------------------------ | ----- | ----------------- |
| 1  | Cina (bandiera)          | P     | Yin Guang         |
| 3  | Cina (bandiera)          | D     | Han Xuan          |
| 4  | Cina (bandiera)          | D     | Zhao Ming         |
| 5  | Serbia (bandiera)        | D     | Nikola Petković   |
| 6  | Cina (bandiera)          | A     | Li Xun            |
| 7  | Cina (bandiera)          | C     | Han Guanghui      |
| 8  | Cina (bandiera)          | C     | Chi Zhongguo      |
| 9  | Corea del Sud (bandiera) | A     | Kim Seung-dae     |
| 10 | Gambia (bandiera)        | C     | Bubacarr Trawally |
| 11 | Cina (bandiera)          | C     | Cui Ren           |
| 12 | Cina (bandiera)          | D     | Jiang Hongquan    |
| 13 | Cina (bandiera)          | A     | Jin Bo            |
| 14 | Corea del Sud (bandiera) | C     | Yoon Bit-garam    |
| 15 | Cina (bandiera)          | C     | Wang Zhipeng      |
| 16 | Cina (bandiera)          | A     | Wu Yongchun       |
| 17 | Cina (bandiera)          | D     | Piao Shihao       |

| N. |                          | Ruolo | Calciatore      |
| -- | ------------------------ | ----- | --------------- |
| 18 | Corea del Sud (bandiera) | A     | Ha Tae-goon     |
| 19 | Cina (bandiera)          | C     | Li Hao          |
| 20 | Cina (bandiera)          | D     | Cui Min         |
| 21 | Cina (bandiera)          | D     | Jin Xian        |
| 22 | Cina (bandiera)          | P     | Chi Wenyi       |
| 23 | Cina (bandiera)          | D     | Pei Yuwen       |
| 24 | Cina (bandiera)          | C     | Li Haojie       |
| 25 | Cina (bandiera)          | D     | Jin Hongyu      |
| 26 | Cina (bandiera)          | C     | Wen Xue         |
| 29 | Cina (bandiera)          | C     | Exmetjan Ekber  |
| 30 | Cina (bandiera)          | D     | Yi Changji      |
| 31 | Cina (bandiera)          | P     | Dong Jialin     |
| 32 | Cina (bandiera)          | P     | Li Junyu        |
| 33 | Cina (bandiera)          | A     | Sun Jun         |
|    | Ungheria (bandiera)      | D     | Richárd Guzmics |

## Palmarès

### Competizioni nazionali
- Campionato cinese: 1

1965
- China League One: 1

2015
- China League Two: 1

1990

### Altri piazzamenti
- Coppa della Cina:

Semifinalista: 1999
- China League One:

Terzo posto: 2010
- China League Two:

Secondo posto: 2004
Terzo posto: 2003